# Caçador emmascarat
El caçador emmascarat (Reduvius personatus) és una espècie d'hemípter heteròpter de la família de Reduviidae corrent a Catalunya. Les seves nimfes es camuflen amb pols. Són predadors de puces.

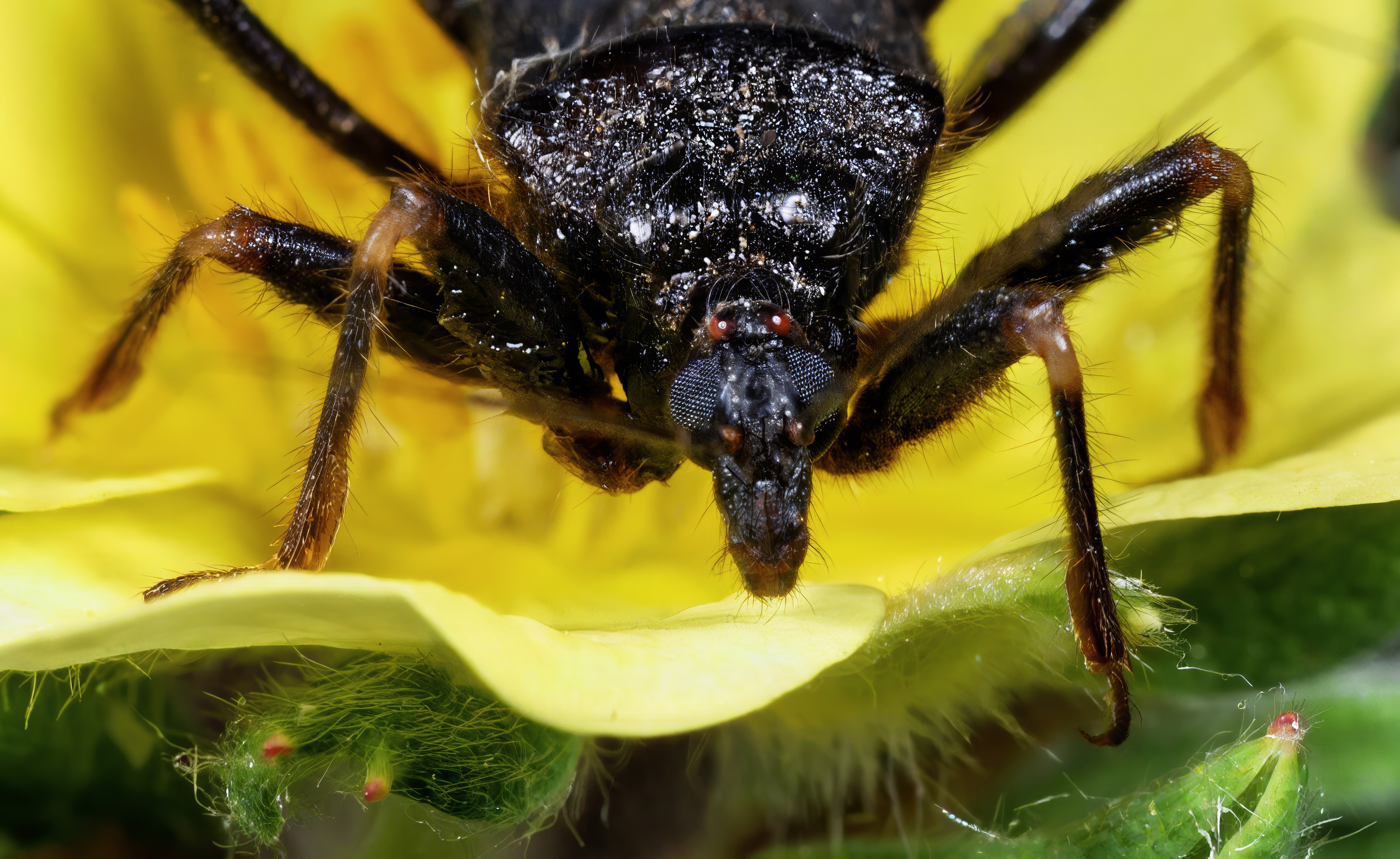
Retrat
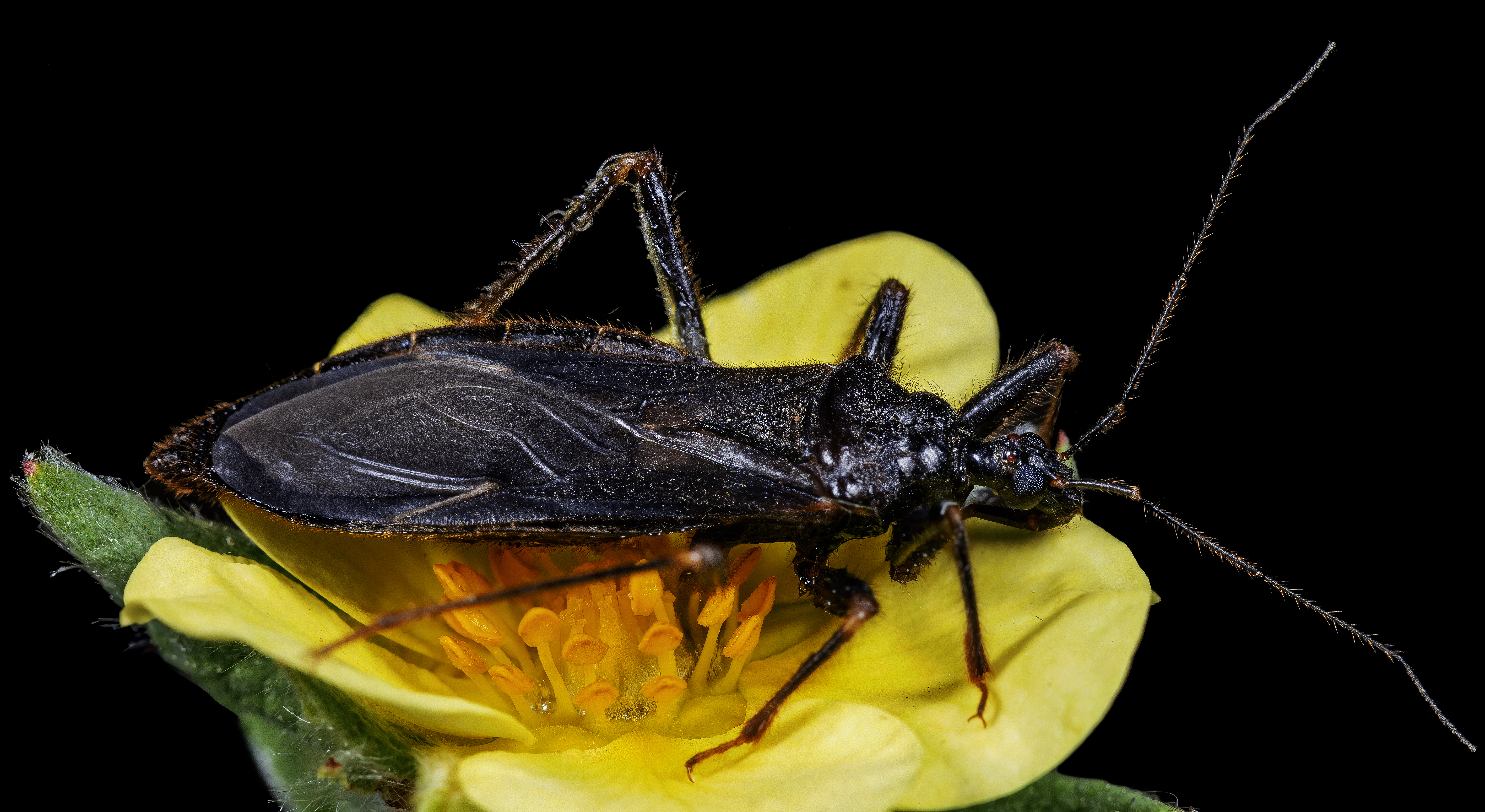
Vista de perfil